# Фарсли Селтик
«Фарсли Селтик» (англ. Farsley Celtic Football Club) — английский футбольный клуб из города Фарсли, графство Уэст-Йоркшир, Йоркшир и Хамбер.
Клуб был основан в 1908 году. В 2010 году был расформирован, после чего был создан клуб «Фарсли АФК» (англ. Farsley AFC). В 2015 году клуб вернул себе изначальное название «Фарсли Селтик» (англ. Farsley Celtic).
Домашние матчи с 2019 года проводит на стадионе «Ситадел», вмещающем 4000 зрителей. С 1948 по 2009 год выступал на стадионе «Тросл Нест».
В настоящее время выступает в Северной Национальной лиге, шестом по значимости дивизионе в системе футбольных лиг Англии.